# Красноногий
Красноногий (англ. Redleg) — термин, использовавшийся для обозначения белых бедняков, которые живут или когда-либо жили на Барбадосе, Сент-Винсенте и Гренадинах и некоторых других Карибских островах. Их предки были выходцами из Ирландии, Шотландии и континентальной Европы.

## Этимология
Согласно одной из теорий, термин появился ввиду наблюдаемого воздействия тропического солнца на светлокожие ноги белых эмигрантов, то есть солнечных ожогов. Тем не менее, этот же термин и его варианты использовались для ирландских солдат, которые были взяты в плен в Войнах Ирландской Конфедерации и отправлены на Барбадос в качестве слуг. Один из вариантов «Redleg», «Red-shankes» упомянут Эдмундом Спенсером в его диалоге о текущем социальном положении в Ирландии.
Помимо «Красноногий» («Redlegs»), получившего широкое распространение на Барбадосе, также использовался целый ряд терминов: «Redshanks», «Poor whites», «Poor Backra», «Backra Johnny», «Ecky-Becky», «Poor Backward Johnnie», «Poor whites from below the hill», «Edey white mice» и «Beck-e Neck». Исторически все они, кроме «Poor whites» («Белые бедняки»), использовались как уничижительные оскорбления.

## История
Многие из предков Красноногих были перевезены на Барбадос по приказу Оливера Кромвеля после его завоевания Ирландии. Другие же первоначально прибывали на Барбадос в начале-середине XVII века для работы на плантациях. Небольшие группы немецких и португальских военнопленных также были вывезены из Англии на острова Карибского архипелага для плантаций.
К началу XVIII века белые наёмные рабочие стали менее распространены — сказывалась численность чернокожих рабов, вывезенных из Африки, а потому на оплачиваемый труд белых не было спроса. «Красноногие», в свою очередь, не желали работать вместе с освобожденным чернокожими на плантациях, и при первой возможности эмигрировали в другие европейские колонии. В результате белое население сократилось до небольшого меньшинства; большая часть белого населения, решившего остаться, с трудом зарабатывала себе на жизнь. Ныне «красноногие» очень бедны.
В середине XIX века была начата кампания по переселению части Красноногих на другие острова, на которых были бы более экономически благоприятные условия жизни. Процесс переселения увенчался успехом, и отдельные общины потомков «красноногих» находятся в районе Дорсетшир-Хилл на Сент-Винсенте, а также на островах Мориц и Бекия.